# Hotell Färnlöfs
Hotell Färnlöf ligger i Ramsele i Sollefteå kommun.
Hotellet uppfördes i slutet av 1870-talet av Erik Gustav Färnlöf, född i Glava i Värmland.
När hotellrörelsen kommit igång lät han uppföra en paviljong i två våningar. Färnlöf drev också sin egen diversehandel i byggnaden och på samma tomt fanns även en ladugård med ett par kor, några grisar och en häst.
En julmorgon, troligen 1886, utbröt en dramatisk brand och hotellet brann ned.
Efter återuppbyggnaden utökades krogverksamheten.
Under kortare tid inrymdes även ett apotek i samma byggnad.
Hotellet utnyttjades till många olika saker.
Olika firmor inbjöd bygdens köpmän till uppackningar för beställningsköp av olika saker.
Dåtida tingsförhandlingar förlades till hotellets stora sal.
Skogsbolagen hade sina bolagsstämmor på hotellet med tillhörande festligheter.
Andra högtidliga fester hölls också i de rymliga lokalerna.
Hotellet blev härigenom känt i västra Ångermanland.
Hotell Färnlöf var omtalat inte minst för de fullständiga rättigheterna, vilket var ovanligt för landsorten. Det talas om att det rentav var någon kunglig nåd med vid dess tillkomst.
Idag drivs hotellet i moderniserade lokaler.